# Monopetalotaxis luteopunctata
Monopetalotaxis luteopunctata là một loài bướm đêm thuộc họ Sesiidae. Nó được biết đến ở Nam Phi.